# Тошо Спиридонов
Тошо Спиридонов е български траколог, доцент (1991 г.), доктор по история (1978 г.), специалист по историческа география и картография и историческа етнография и етнология.

## Биография
От 1973 г. насам се занимава с поселищни проучвания и картографиране на обекти. Работи в Института по тракология при БАН от 1975 – 1986 г., а от 1986 до 1991 г. – в Института за фолклор при БАН. От 1992 – 1994 г. е експерт по опазване на недвижимите археологически паметници на културата в Министерство на културата, а от 1995 – 1997 г. е бил доцент по етнология, ръководител на Катедра „Етнология“ и Заместник-декан на Факултета за Средиземноморски и източни култури и цивилизации във Варненския свободен университет. В периода 2009 – 2016 г. е директор на Историческия музей в гр. Харманли. Чел е магистърски курс по „Етническа антропология“ към Биологическия факултет при СУ и по Информационни технологии в археологията във ВТУ. През 1974 г. е участник в първата международна експедиция на НЕК за спасяване на Картаген, а от 1975 до днес ежегодно е бил участник и ръководител на теренни експедиции за издирване и проучване на тракийски обекти.
Участвал е в археологически разкопки на връх Ком в Родопите, на селищната могила край с. Дядово, Новозагорско, като организационен ръководител на Българо-холандско-японска археологическа експедиция, на планинската крепост при с. Малко Чочовен, Сливенско и множество фолклорни експедиции – в с. Шипково и Голяма Желязна, Троянско, Радневско, Кюстендилско, Гоцеделчевско, Айтоско, Стакевци (Белоградчишко), разкопките на Кастра Рубра (Castra Rubra), край с. Изворово, Харманлийска община и др.
Автор е на осем монографии – „Историческа география на тракийските племена до III век пр.н.е“ съвместно с проф. Александър Фол, „Тракийският етнос. Проблеми на формирането и развитието“, „Свещената планина и етническата територия“, „Етнографски атлас на България“, ч.1, „Историческа география“, ч.1, „FOA – Formae Orbis Historici – Учебен атлас по история“ – кн.1 Старият свят, ч.2 Thracia Antiqua, „Етнология на траките“, съвместно с Румяна Георгиева и Мария Рехо, „Етносът в доиндустриалните общества“, С., 2013, „Историческа география. Изследвания“. С., 2013, както и на над 45 статии и изследвания по различни проблеми в областта на тракологията, историческата география, историческата етнография и етнологията. Автор-съставител е на „Община Харманли. Туристически атлас“, С., 2006, 2010 г. с исторически, археологически и етнографски данни за всичките 24 селища на общината.
Автор е на Информационната система за наука и туризъм DAGIS 4.0 (софтуерист Св. Стоянов), създадена със съдействието на над 20 учени от музеите и БАН.
Автор на Информационните системи за Република Северна Македония и Република Молдова (софтуерист Св. Стоянов).
Председател на неправителствената научна организация „Дружество ДИОС“ от 1991 г. От 2009-2016 г. е директор на Исторически музей – Харманли. От началото на 2017 г. е член на Изпълнителния съвет на ННЕК-ЮНЕСКО, а от началото на 2018 г. е Директор на Националния център за дигитализация на Балканите, Черноморския регион и Кавказ към ННЕК-ЮНЕСКО.